# Sabinov
Sabinov (bis 1927 auch slowakisch Sobinov; deutsch Zeben, ungarisch Kisszeben, lateinisch Cibinium) ist eine Stadt in der Ostslowakei mit 12.131 Einwohnern (Stand 31. Dezember 2024) und Sitz des Okres Sabinov im Prešovský kraj.

## Geographie

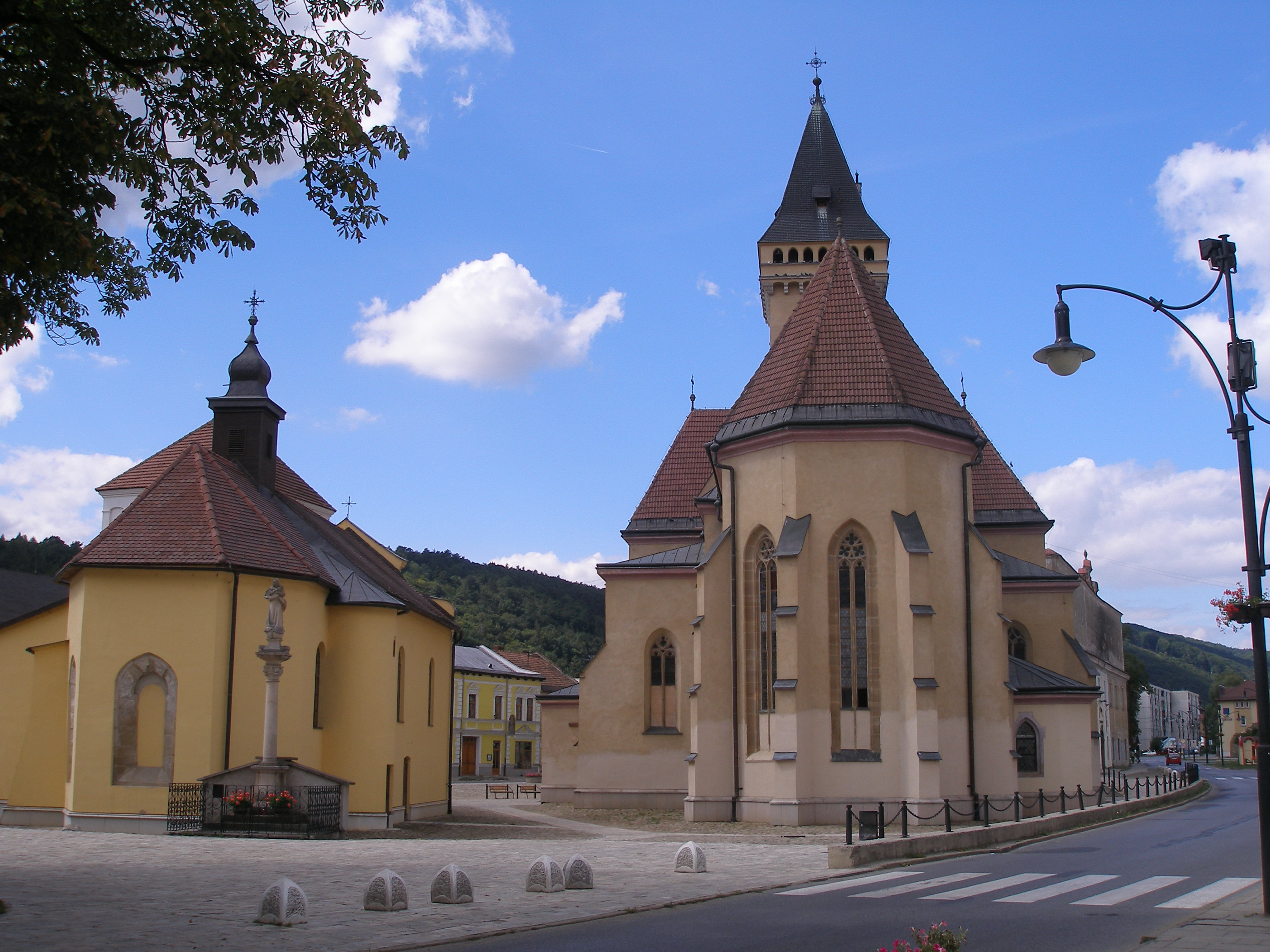
Kirchengebäude in der Stadt

Die Stadt befindet sich im oberen Tal der Torysa, in der geomorphologischen Einheit Spišsko-šarišské medzihorie (wörtlich Zips-Scharoscher-Zwischengebirge). Südwestlich des Stadtzentrums reicht ein Ausläufer des Gebirges Bachureň bis in das Stadtgebiet, weiter nördlich erhebt sich das Gebirge Čergov. Das bebaute Stadtgebiet nimmt überwiegend das Gebiet am linken Ufer der Torysa zwischen deren linksseitigen Zuflüssen Čierny potok und Telek ein. Das Stadtzentrum liegt auf einer Höhe von 324 m n.m. und ist 17 Kilometer von Prešov, 45 Kilometer von Stará Ľubovňa, 54 Kilometer von Košice sowie 398 Kilometer von Bratislava entfernt.
Neben dem Hauptort Sabinov zählt zur Stadt auch der Ort Orkucany (1986 eingemeindet, zugleich Katastralgemeinde) sowie die Katastralgemeinde Zálesie im Gebirge Čergov.
Nachbargemeinden sind Drienica im Norden, Jakubovany im Osten, Šarišské Michaľany im Südosten, Ražňany im Süden und Südwesten, Pečovská Nová Ves im Westen und Červená Voda im Nordwesten. Über die Katastralgemeinde Zálesie bestehen zudem Grenzen an die Gemeinden Jakovany und Olejníkov.

## Geschichte

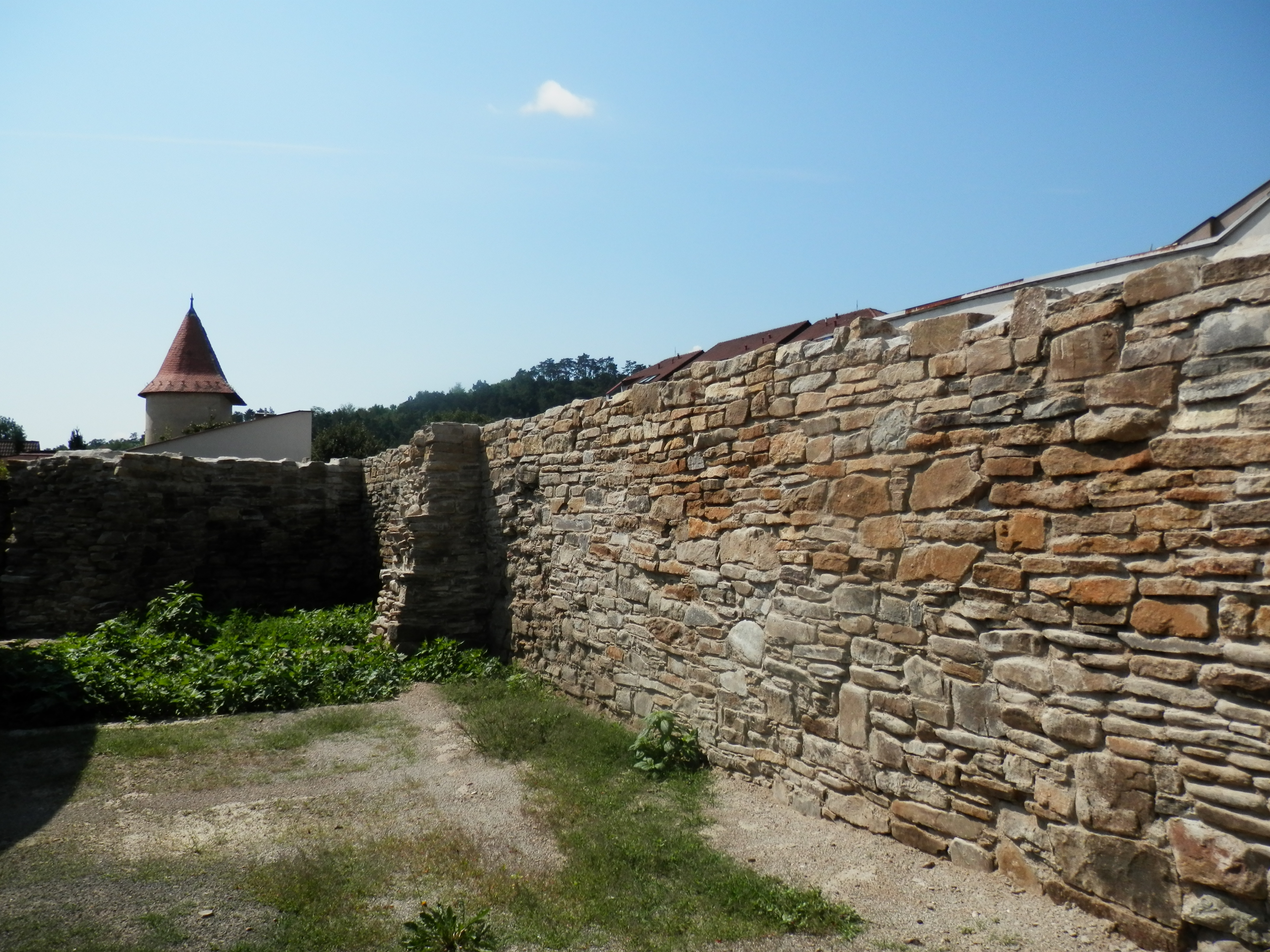
Bastei und Teil der alten Stadtbefestigung

Auf dem heutigen Stadtgebiet sind bisher keine vormittelalterlichen Siedlungen bekannt, obwohl unweit von Sabinov die Nordgrenze der neolithischen Besiedlung der Gegend verlief. Möglicherweise bestand eine slawische Siedlung im 11. Jahrhundert. 
Sabinov wurde zum ersten Mal 1248 als Sceben schriftlich erwähnt und war damals ein entwickeltes königliches Dorf, das zum Gut der Burg Scharosch gehörte. Um diese Zeit ließen sich hier, ebenfalls wie in Veľký Šariš oder Prešov, deutsche Ostsiedler (Saxones), nieder. Der Ort lag auf einem wichtigen Handelsweg, der die Königreiche Ungarn und Polen verband. Am 28. Januar 1299 erließ Andreas III. eine Urkunde, die diesen drei Orten Stadtrechte verlieh und mit Rechten und Freiheiten, die bereits seit 1271 in der benachbarten Zips galten. In der zuerst ausschließlich landwirtschaftlich geprägten Stadt nahm die Bedeutung von Handwerken immer weiter zu, seit 1370 ist die Tradition von Wochenmärkten belegt. Die Stadt wurde 1405 während der Regierungszeit von Sigismund zur königlichen Freistadt erhoben. Einen Rückschlag für die Entwicklung war die Eroberung durch böhmische Söldner unter Johann Giskra, die sog. bratríci, die die Stadt 1461 in Brand setzten. Die geschwächte Stadt ließ sich 1472 die alten Privilegien bestätigen. Ende des 15. Jahrhunderts trat sie der Pentapolitana, einem Bund der damals oberungarischen, heute ostslowakischen Städte, bei. Von 1506 bis 1518 war sie an den Palatin Emmerich Perényi verpfändet.

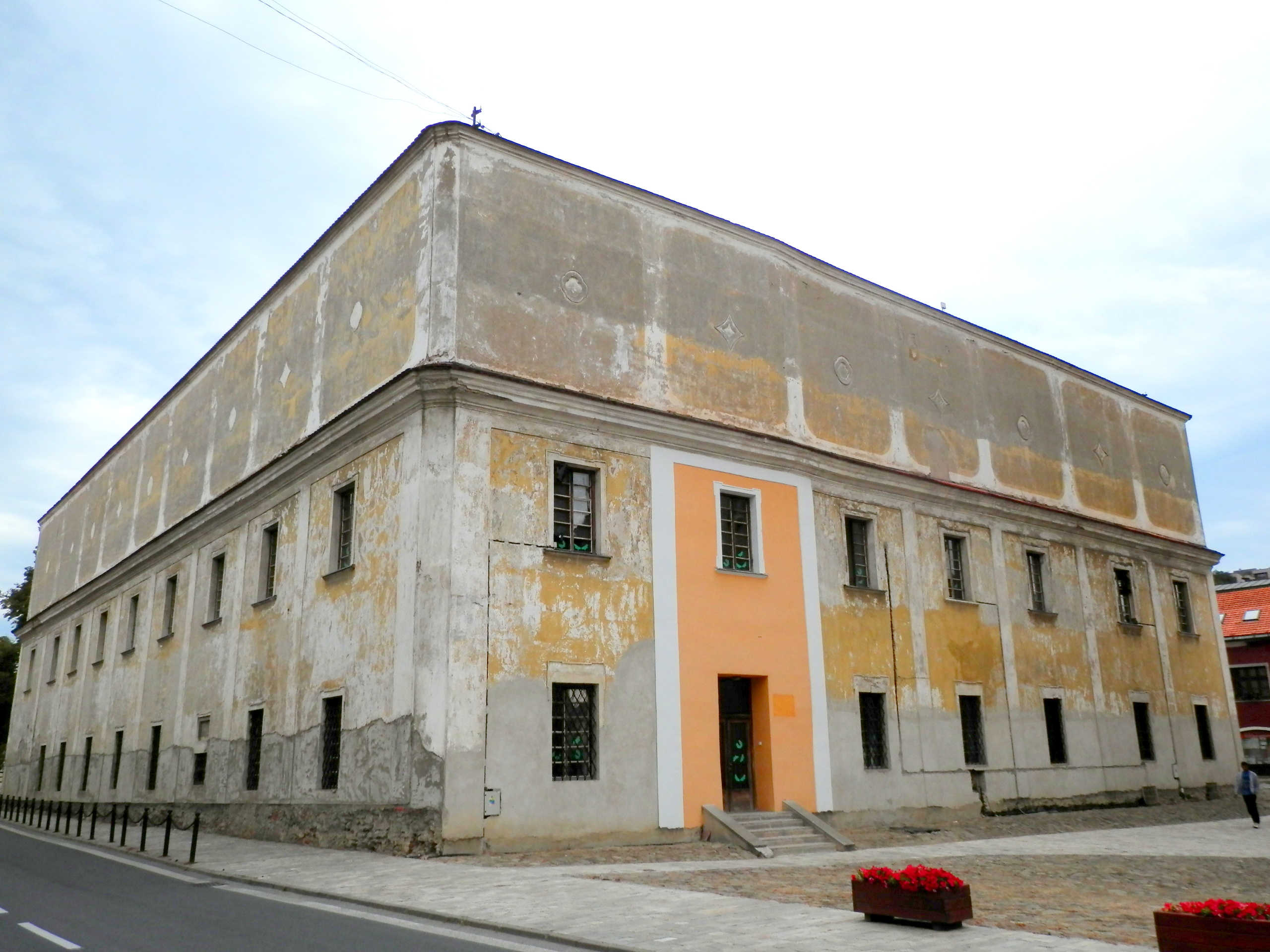
Gebäude des alten Piaristengymnasiums

Im 16. Jahrhundert konnte sich Sabinov wirtschaftlich wieder erholen und konnte neben umliegenden Liegenschaften sogar Weingärten im Komitat Abaúj erwerben. 1566 wohnten hier ca. 2000 Einwohner. In der Zeit der Reformation war die Stadt für ihre Schulen bekannt. Der Aufschwung endete aber bereits im 17. Jahrhundert, als im Zuge der ungarischen Standesaufstände sowohl habsburgische als auch aufständische Truppen die Gegend immer wieder plünderten. Eine Pestepidemie im Jahr 1710 kostete 2278 Menschen das Leben, kurz darauf wanderten viele Einwohner aus. 1740 wurde ein Piaristengymnasium gegründet, das mit Unterbrechungen bis 1919 bestand. 1828 zählte man in der Stadt 434 Häuser und 2780 Einwohner. Im 19. Jahrhundert war Sabinov eine provinzielle Kleinstadt mit nur wenig Industrie.
Bis 1918 gehörte die im Komitat Scharosch liegende Stadt zum Königreich Ungarn und kam danach zur Tschechoslowakei beziehungsweise heute Slowakei. Auch in der ersten tschechoslowakischen Republik änderte sich am wirtschaftlichen Bild der Stadt wenig, die größten Betriebe waren eine Säge, eine Gerberei und eine Konservenfabrik. Während des Zweiten Weltkriegs wurde die örtliche jüdische Gemeinde nahezu vollständig in die deutschen Vernichtungslager deportiert. Im Januar 1945 wurde die Stadt von der Roten Armee erobert.
2017 wurde Sabinov der Ehrentitel „Reformationsstadt Europas“ durch die Gemeinschaft Evangelischer Kirchen in Europa verliehen.

### Ortsname
Der Ortsname Sabinov leitet sich wahrscheinlich von einem verkürzten slawischen Namen ab. Möglichkeiten sind Soba, Sobin, Sobina als Kurzformen des Namens Sobéslav. Im Königreich Ungarn des 12. und 13. Jahrhunderts tauchen Namen wie Zob, Zoba, Zobas auf, die jedoch auch eine magyarische Herkunft haben können. Das -ov ist ein Possessivsuffix.

## Bevölkerung
| Jahr                | 1994   | 2004    | 2014    | 2024    |
| ------------------- | ------ | ------- | ------- | ------- |
| Anzahl der Personen | 11.512 | 12.366  | 12.703  | 12.131  |
| Unterschied         |        | +7,41 % | +2,72 % | −4,50 % |

| Jahr                | 2023   | 2024    |
| ------------------- | ------ | ------- |
| Anzahl der Personen | 12.169 | 12.131  |
| Unterschied         |        | −0,31 % |

Nach der Volkszählung 2011 wohnten in Sabinov 12.710 Einwohner, davon 10.279 Slowaken, 1162 Roma, 114 Russinen, 33 Ukrainer, 32 Tschechen, sieben Mährer, 32 jeweils fünf Magyaren und Polen, vier Russen, jeweils zwei Deutsche und Juden sowie jeweils ein Bulgare und Kroate. 1093 Einwohner machten keine Angabe zur Ethnie.
7542 Einwohner bekannten sich zur römisch-katholischen Kirche, 1205 Einwohner zur griechisch-katholischen Kirche, 486 Einwohner zur Evangelischen Kirche A. B., 285 Einwohner zur apostolischen Kirche, 231 Einwohner zur orthodoxen Kirche, 128 Einwohner zu den Zeugen Jehovas, 13 Einwohner zur evangelisch-methodistischen Kirche, acht Einwohner zu den Brethren, jeweils drei Einwohner zur reformierten Kirche und zur tschechoslowakischen hussitischen Kirche, zwei Einwohner zum Bahaitum sowie jeweils ein Einwohner zu den christlichen Gemeinden, zu den Mormonen, zur jüdischen Gemeinde und zur neuapostolischen Kirche. 25 Einwohner bekannten sich zu einer anderen Konfession, 1377 Einwohner waren konfessionslos und bei 1398 Einwohnern wurde die Konfession nicht ermittelt.

## Stadtbild

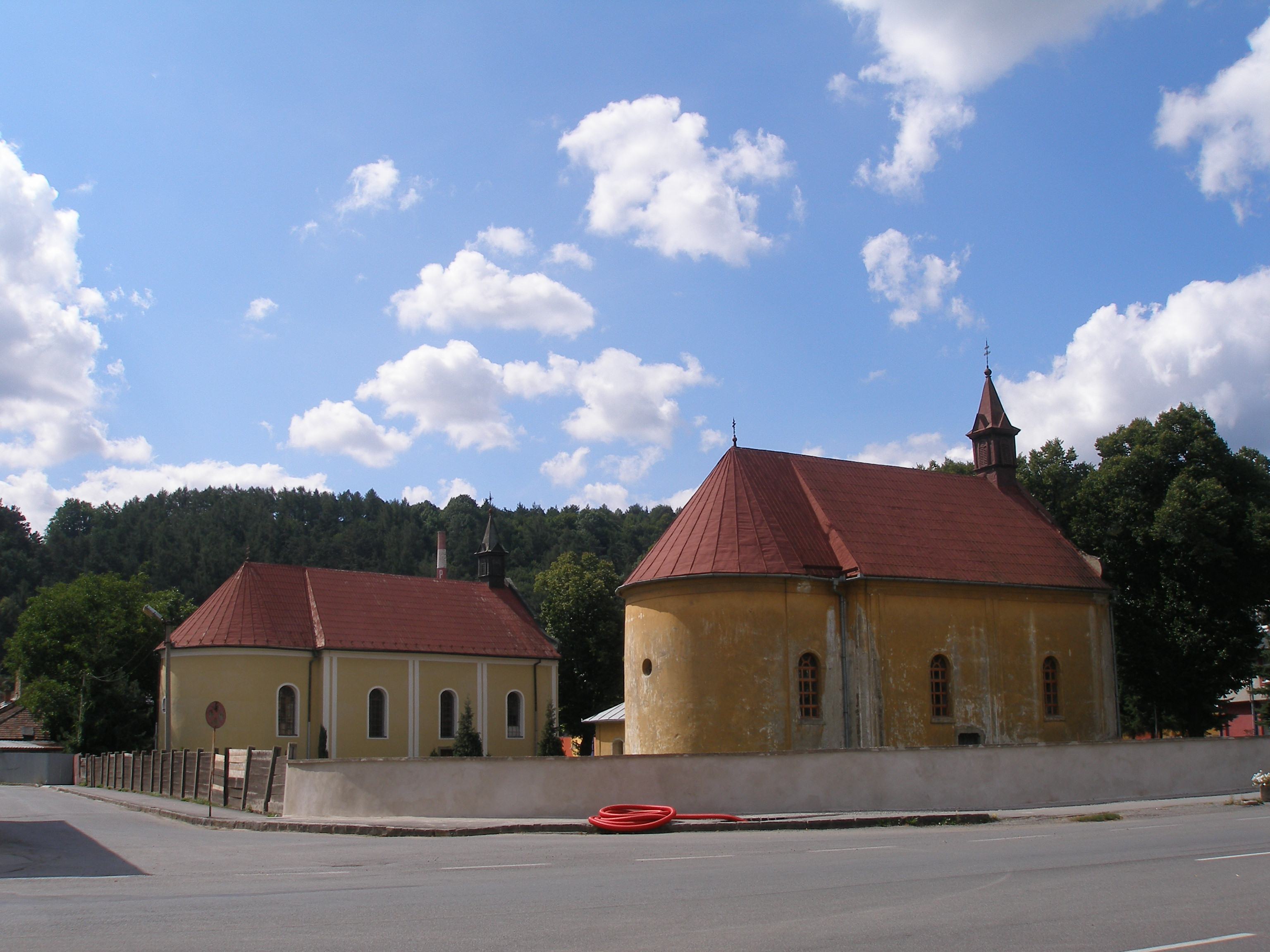
Toleranzkirchen in Sabinov

Das Stadtzentrum erstreckt sich rund um den Marktplatz (heute slowakisch Námestie slobody ‚Freiheitsplatz‘ genannt), einer zu einem Straßenmarkt verbreiterten Durchgangsstraße, herum. Die Dominante des Platzes ist die römisch-katholische Kirche zur Enthauptung des Johannes, ein gotischer Bau aus dem frühen 14. Jahrhundert, der nach einem Brand im Jahr 1461 in den Jahren 1484–1518 im spätgotischen Stil erneuert wurde. Südöstlich dieser Kirche steht die ebenfalls römisch-katholische Marienkirche, ursprünglich 1375 als gotische Kapelle errichtet, 1484 erweitert und 1738 barockisiert. Südlich beider Kirchen befindet sich ein Glockenturm im Stil der Renaissance aus dem Jahr 1657. Auf der westlichen Seite des Platzes liegt das Gebäude des ehemaligen Lyzeums, im 18. Jahrhundert zum Kollegium des Piaristengymnasiums umgebaut. An der südwestlichen Ecke stehen nebeneinander zwei evangelische Kirchen, die gleichzeitig 1796–1802 als Toleranzkirchen errichtet werden, die sogenannten deutschen und slowakischen Kirchen. Am Marktplatz stehen mehrere Bürgerhäuser im Stil der Gotik, Renaissance und des Barock, zum größten Teil aber umgebaut und neu fassadiert. Die im 15. Jahrhundert erbauten Stadtmauern mit Bastionen sind zum Teil erhalten. Außerhalb der Stadtmauer stehen noch die klassizistische griechisch-katholische Kirche aus den Jahren 1902–1904 an der Straße Prešovská sowie eine orthodoxe Kirche bei der Eisenbahn.

## Kultur

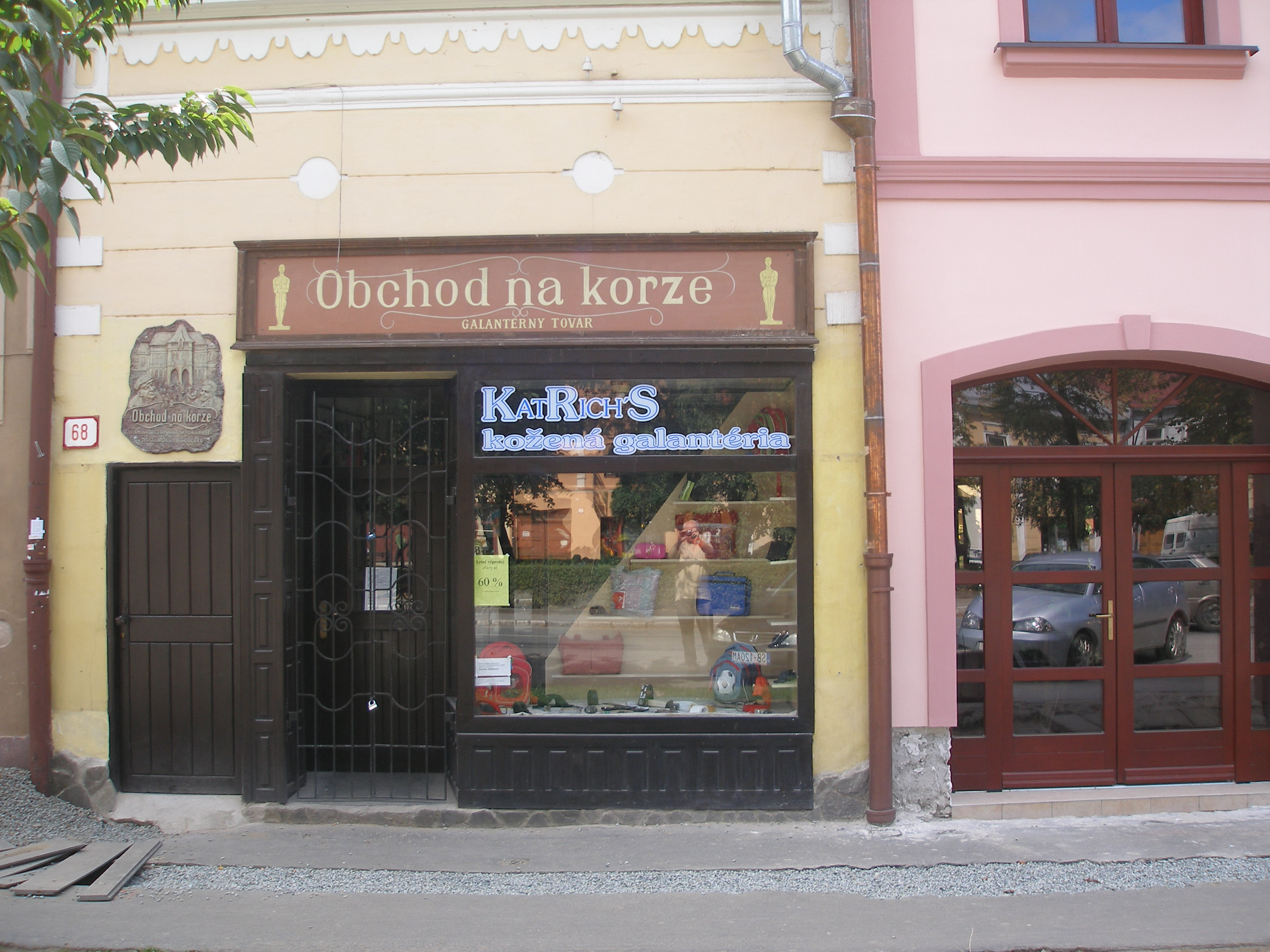
Haus Nr. 68, Drehort des Films Der Laden auf dem Korso

Sabinov erhielt internationale Aufmerksamkeit durch die Filmproduktion Das Geschäft in der Hauptstraße (Obchod na korze), die 1966 mit einem Oscar für den besten fremdsprachigen Film prämiert wurde.

## Verkehr

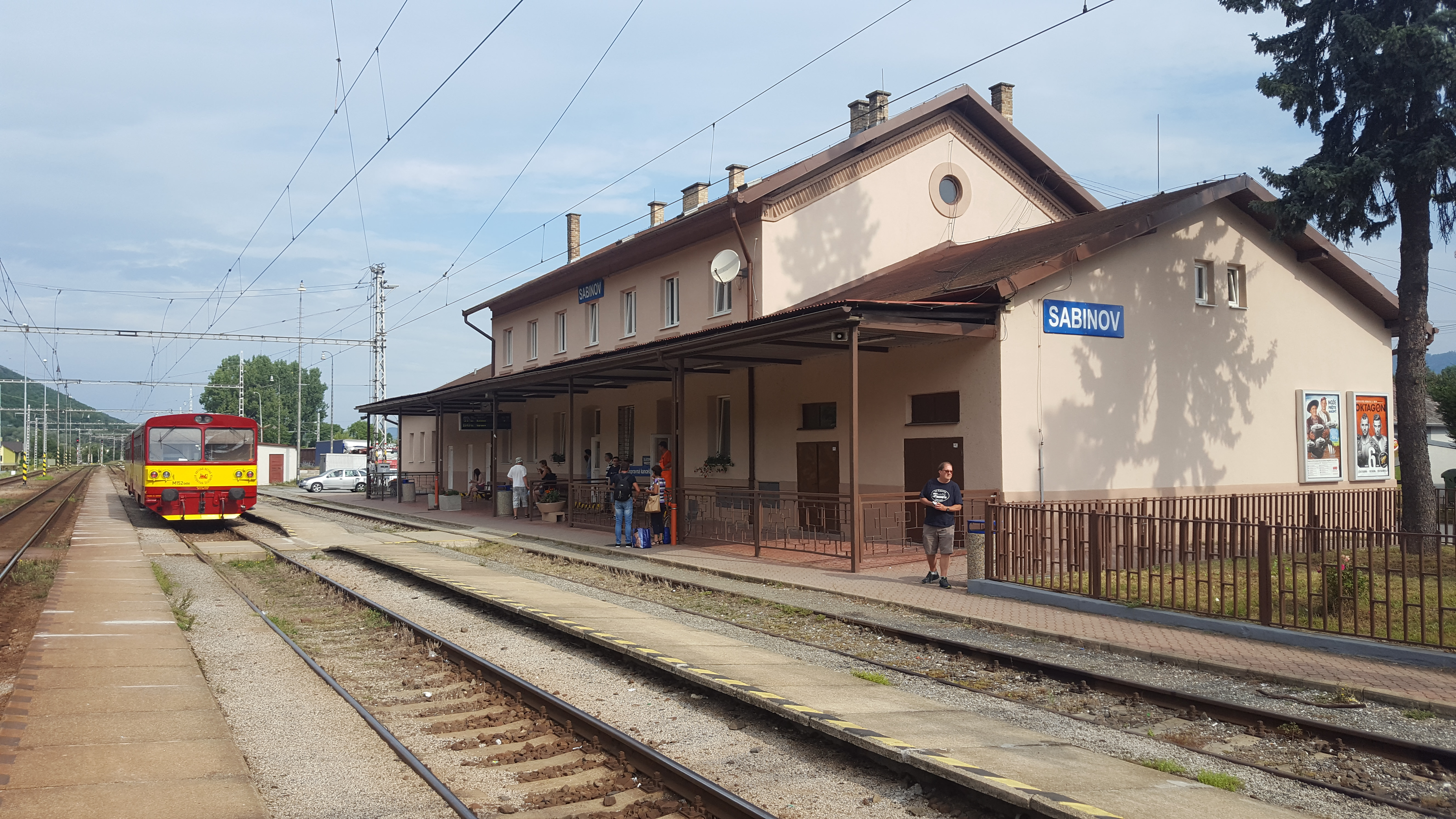
Bahnhof Sabinov

Durch Sabinov führt die Cesta I. triedy 68 („Straße 1. Ordnung“), die die Stadt mit Stará Ľubovňa und Polen einerseits und Prešov andererseits verbindet. Bis voraussichtlich 2027 ist eine 9,8 km lange Ortsumfahrung, die die Stadt sowie Šarišské Michaľany vom Durchgangsverkehr entlasten soll, in Bau.
In der Stadt befindet sich ein Bahnhof an der Bahnstrecke Kysak–Muszyna, mit mehreren täglichen Nahverkehrszügen nach Košice, Prešov und Lipany. Grenzüberschreitende Verbindungen nach Polen gibt es keine (Stand Fahrplan 2023/2024). Unweit des Bahnhofs steht auch der Busbahnhof der Stadt.

## Persönlichkeiten
- Georg Buchholtz d. Ä. (1643–1724), evangelischer Pfarrer, Senior der Zipser Städte und Schriftsteller, erster bekannter Besteiger des Tatragipfels Slavkovský štít
- Tivadar Kosztka Csontváry (1853–1919), ungarischer Maler
- Bohuslav Nosák (1818–1877), slowakischer Schriftsteller, wirkte in der Stadt
- Johann Wächter (1767–1827), evangelisch-lutherischer Theologe